# Cuyo (Filipinas)
Cuyo es un municipio (tagalo: bayan; cebuano: lungsod; ilongo: banwa; ilocano: ili; a veces munisipyo en tagalo, cebuano e ilongo y munisipio en ilocano)  en la provincia de Palawan, en Filipinas. De acuerdo con el censo de 2000, tiene una población de 18,257 habitantes en 3,609 hogares.

## Geografía
Su término comprende la parte occidental del Archipiélago Cuyo, un grupo de cerca de 45 islas situadas al noreste de la isla de Paragua, al sur de Mindoro y Panay. El municipio de Magsaysay ocupa la parte nororientalde la isla de  Gran Cuyo.
Forman parte de este municipio las siguientes islas, descritas de norte a sur: 
- Grupo Islas de Quinilubán: Pamalican y Manamoc.
- Lubid y Cauayán
- Barrín (Tenga-Tenga).
- Pandán (Balading)
- Round.
- Bisucay, barrios de Balading,  Caburián y Funda.
- Caponayán con Malcatop,  Pangatatán, Silat, Quinimatín y Quinimatín Chico
- Imalaguán (San Carlos).

## Barangays
Cuyo se encuentra subdivido políticamente en 17 barangays:
| - Balading - Bangcal (Población) - Cabigsing (Población) - Caburián - Caponayán - Catadman (Población) - Funda - Lagaoriao (Población) - Lubid | - Manamoc - Maringián - Lungsod (Población) - Paaua (Pawa) - San Carlos - Suba - Tenga-Tenga (Población) - Tocadán (Población) |

## Historia
En 1873 la capital de Paragua se traslada de Taytay a Cuyo.
En 1903 el nombre de la provincia fue cambiado por el de Palawan, trasladando la capital de Cuyo a Puerto Princesa.
El 18 de junio de 1961 fue creado el municipio de Magsaysay formado por los siguientes barrios segregados del término de Cuyo: Los Angeles, Rizal, Lucbuán, Igabas, Imilod, Balaguén, Danaguán (Ayuntamiento), Cocoro, Patonga, Tagawayan, Siparay y Canipo.

## Patrimonio
La fortaleza española de Cuyo, construido en 1683,  es una de las más antiguas del archipiélago. Sus características singulares son las de contar con iglesia, convento y capilla de la Adoración Perpetua. Habitado por los Agustinos Recoletos hasta noviembre de 1973, se encuentra en buen estado de conservación
Se conserva un plano realizado a plumilla en 1739.
Los cuatro fuertes de Calamianes fueron obra del agustino Juan de San Severo. Se trata de los de Cuyo, Agutaya, Linapacan y Culión.